# Are Storstein
Are Storstein, född 2 april 1951, död 26 december 2004 vid tsunamikatastrofen i Khao Lak Thailand, var en norsk skådespelare. Han var far till skådespelaren Silje Storstein och grundläggande medlem i rockgruppen Boastein tillsammans med Øistein Boassen. Boastein utgav två studioalbum: Jeg har min egen luke (1977) och Urgata Hurgata (1980). Singeln "Oslo Dada Intro" utgavs 1980.

## Filmografi (urval)
- 1978 – Operation Cobra
- 1986 – X